# Зябра

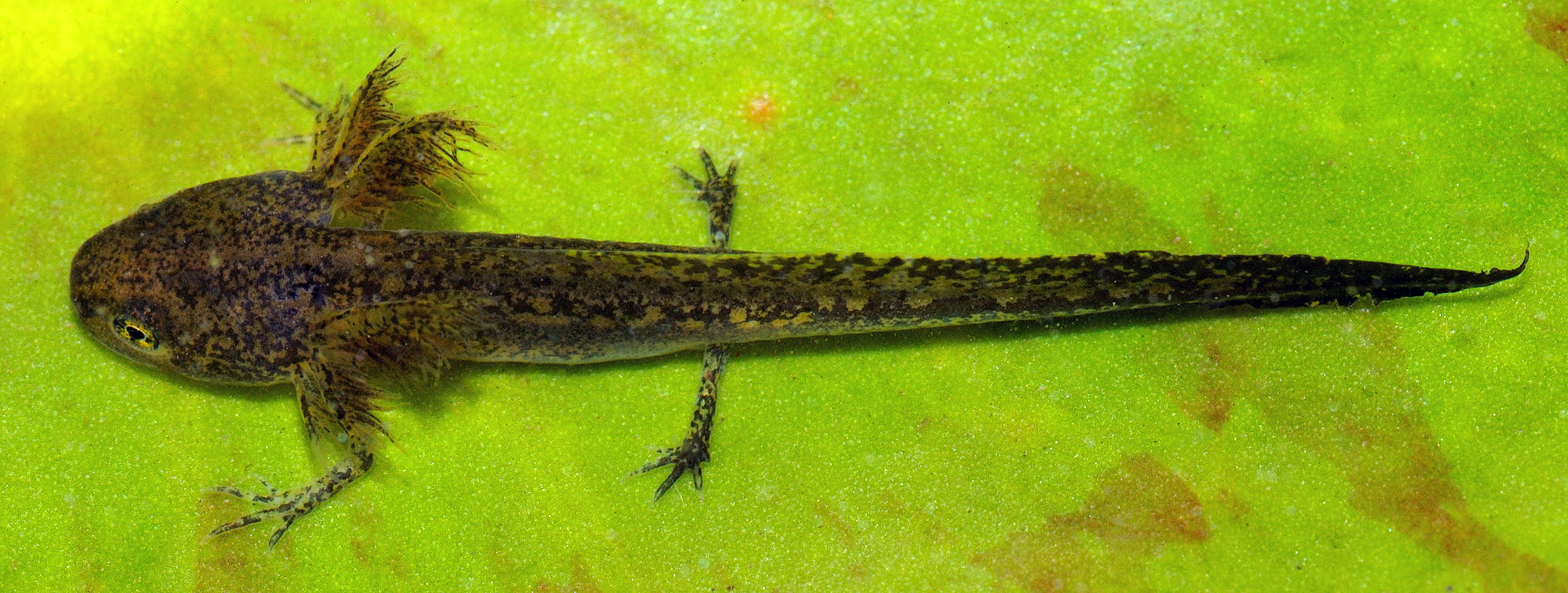
Triturus alpestris демонструє свої зябра

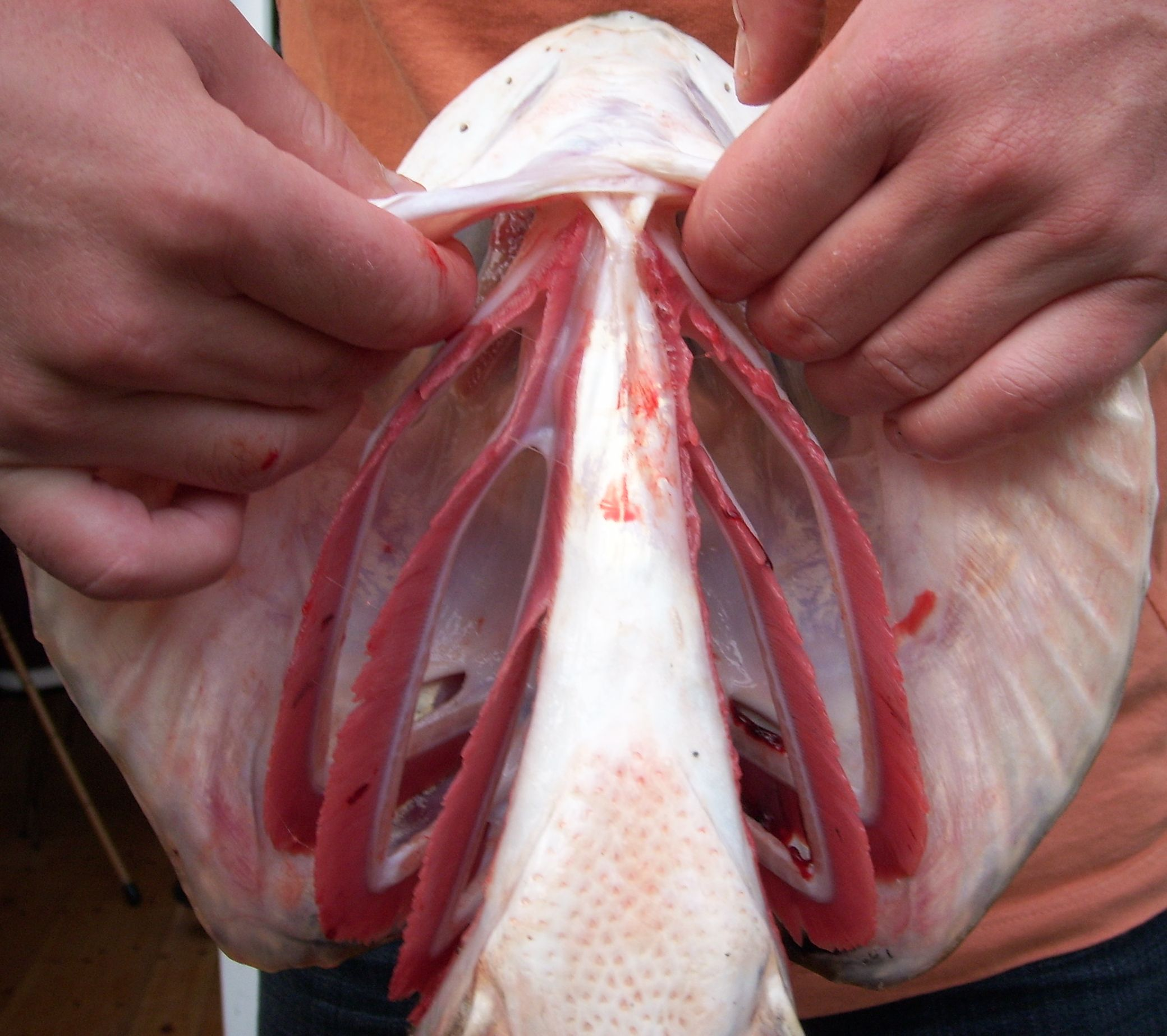
Зябра щуки (Esox lucius)

Зя́бра — орган дихання, що здатний поглинати кисень із води. Є у всіх первинноводних тварин.
На відміну від багатьох дрібних водних безхребетних (таких як губок, мохуваток, п'явок), які вдихають кисень через всю поверхню тіла, складніші організми використовують зябра. Зазвичай зябра утворюються з тонких пластинок тканини або дрібних пучковатих лопатей, і за винятком деяких водних комах, вони містять густу мережу кровоносних судин або целомічну рідину, яка здійснює газообмін з навколишнім середовищем. У багатьох водних комах (як волохокрильців, Sialidae і личинок бабок, є унікальний тип органу дихання — зябро-трахеї, що складається з системи дихальних трубок. Стінки закінчення шлунково-кишкового тракту цих комах густо покриті трахеями. Вода, яку вони всмоктують, забезпечує їх киснем і потім виходить назовні.
Дихання у морських їжаків та морських зірок відбувається за допомогою дуже примітивних зябер, які називаються папулами, або шкірними зябрами, які утворюються численними тонкостінними виростами в проміжках на поверхні тіла між скелетними пластинками, які містять в собі дивертикули, — трубчасті органи водяного кровообігу. У ракоподібних, молюсків і деяких комах вони утворюються пучкуватими або плоскими виростами на поверхні тіла, в яких циркулює кров. Кров багатьох з цих тварин містить дихальні пігменти — синій гомоціанін та червоний гемоглобін, які зв'язують велику кількість кисню на межі з довкіллям. Вода, яка попадає до рота та проходить через ці щілини, постачає організм киснем. Деякі риби виористовують зябра для виділення електролітів. У деяких земноводних зябра також розташовані всередині ротового отвору, але виступають назовні у вигляді зовнішніх пучків. У більшості видів є поворотно-протитічна система для посилення дифузії речовин через зябра, де кров і вода течуть у зворотних напрямах. Вважається, що зяброві щілини риб пізніше еволюціонували в мигдалеподібні залози, тимусові гланди і євстахієві слухові канали інших тварин. Також багато інших органів мають спадковий зв'язок від зародкових зябрових кишень. Відносно недавно зябра в районі ануса почали розвиватися у морських черепах, хоча ті мають легені для повітряного дихання.
Велика поверхня зябер створює проблеми для риб, які регулюють свою осмолярність плазми крові. Оскільки солона вода менш розбавлена, ніж кров, риби солоних вод втрачають велику кількість води через зябра. Для відновлення балансу вони п'ють велику кількість морської води і виділяють з неї солі.